# Poolbillard-Europameisterschaft 1989
Die Poolbillard-Europameisterschaft 1989 war ein vom europäischen Poolbillardverband EPBF in Schaan ausgerichtetes Poolbillardturnier. Es war die bislang einzige Poolbillard-EM in Liechtenstein.
Ausgespielt wurden die Disziplinen 8-Ball, 9-Ball und 14/1 endlos. Zudem wurden die Europameister der Mannschaften ermittelt, neben den Herren nun auch erstmals bei den Damen.
Oliver Ortmann wurde durch einen Finalsieg gegen Titelverteidiger Per Anda Europameister im 14/1 endlos. Ralf Souquet besiegte im 8-Ball-Finale den Europameister des Vorjahrs Mikael Hallgren. Thomas Engert gewann den Titel im 9-Ball. Auch er traf im Finale auf den Titelverteidiger, Tom Storm. Es war das erste Mal, dass alle drei Disziplinen bei den Herren von Deutschen gewonnen wurden. Der Österreicher Albin Ouschan senior und der Schweizer Rolf Hollenstein gewannen jeweils eine Bronzemedaille.
Bei den Damen wurde die Schwedin Louise Furberg im Finale gegen Sylvia Buschhüter Europameisterin im 14/1 endlos. Im 8-Ball gewann die Österreicherin Gerda Hofstätter das Finale gegen die Schweizerin Jacqueline von Kanel. Im 9-Ball wurde Franziska Stark, wie schon im Vorjahr, durch einen Finalsieg gegen die Schwedin Helena Thornfeldt Europameisterin.
Die Schweizerin Virena Kadler und die Deutschen Klara Lensing und Tanja Eichhorn gewannen zudem je einmal Bronze.
Der deutschen Herren-Mannschaft aus Thomas Engert, Oliver Ortmann und Ralf Souquet gelang es durch einen Finalsieg gegen Österreich, zum dritten Mal in Folge Europameister zu werden. Bei den Damen wurde Schweden Europameister, Deutschland erreichte den zweiten Platz, Österreich und die Schweiz gewannen Bronze.

## Medaillengewinner
| Disziplin            | Gold             | Silber               | Bronze                |
| -------------------- | ---------------- | -------------------- | --------------------- |
| Herren – 14/1 endlos | Oliver Ortmann   | Per Anda             | Christian Johannessen |
| Herren – 14/1 endlos | Oliver Ortmann   | Per Anda             | Jan Lundell           |
| Herren – 8-Ball      | Ralf Souquet     | Mikael Hallgren      | Goran Petterson       |
| Herren – 8-Ball      | Ralf Souquet     | Mikael Hallgren      | Albin Ouschan senior  |
| Herren – 9-Ball      | Thomas Engert    | Tom Storm            | Bengt Pedersen        |
| Herren – 9-Ball      | Thomas Engert    | Tom Storm            | Rolf Hollenstein      |
| Herren-Mannschaft    | Deutschland      | Österreich           | Schweden              |
| Herren-Mannschaft    | Deutschland      | Österreich           | Norwegen              |
| Damen – 14/1 endlos  | Louise Furberg   | Sylvia Buschhüter    | Virena Kadler         |
| Damen – 14/1 endlos  | Louise Furberg   | Sylvia Buschhüter    | Anette Aronsson       |
| Damen – 8-Ball       | Gerda Hofstätter | Jacqueline von Kanel | Heide Andersson       |
| Damen – 8-Ball       | Gerda Hofstätter | Jacqueline von Kanel | Klara Lensing         |
| Damen – 9-Ball       | Franziska Stark  | Helena Thornfeldt    | S. Thompson           |
| Damen – 9-Ball       | Franziska Stark  | Helena Thornfeldt    | Tanja Eichhorn        |
| Damen-Mannschaft     | Schweden         | Deutschland          | Schweiz               |
| Damen-Mannschaft     | Schweden         | Deutschland          | Österreich            |